# Uczelnia Techniczno-Handlowa im. Heleny Chodkowskiej
Uczelnia Techniczno-Handlowa im. Heleny Chodkowskiej (do 2004 – Wyższa Szkoła Zarządzania i Marketingu, do 2014 – Wyższa Szkoła Zarządzania i Prawa im. Heleny Chodkowskiej w Warszawie) – uczelnia niepubliczna z siedzibą główną w Warszawie, założona przez Helenę Chodkowską w 1992 roku. Patronem uczelni od 25 października 2006 jest jej założycielka i wieloletnia Kanclerz Helena Chodkowska. W uznaniu zasług Senat Wyższej Szkoły Zarządzania i Prawa w Warszawie podjął uchwałę o nadaniu Szkole jej imienia, co zostało potwierdzone decyzją Ministra Nauki i Szkolnictwa Wyższego. Oferta edukacyjna uczelni ukierunkowana jest na szeroko rozumiane nauki ekonomiczno-prawne. Od 2000 roku uczelnia kształci na Wydziale Zamiejscowym w Płońsku, a w latach 2010–2014 na Wydziale Zamiejscowym we Wrocławiu. W uczelni funkcjonuje Centrum Studiów Podyplomowych, Centrum Języków Obcych, Akademickie Biuro Karier, Biuro Projektów, Biuro Rekrutacji oraz Wydawnictwo.

## Władze uczelni[9]
- Rektor – dr Justyna Żylińska
- Kanclerz – Anna Gruszczyńska
- Dziekan Wydziału Zarządzania i Logistyki – dr inż. Ireneusz Fura
- Dziekan Wydziału Inżynieryjnego – dr hab. inż. Krzysztof Półtorak, prof. UTH
- Dziekan Wydziału w Płońsku – gen. dyw. dr inż. Stanisław Krysiński, prof. UTH

## Historia
- Wyższa Szkoła Zarządzania i Prawa w Warszawie (wcześniej Wyższa Szkoła Zarządzania i Marketingu) została utworzona decyzją Ministra Edukacji Narodowej z 28 maja 1992 roku (DNS-3-TBM-31/92) na podstawie ustawy z 12 września 1990 roku o szkolnictwie wyższym. Do Rejestru Uczelni Niepaństwowych wpisana została pod numerem 6.
- W 1996 roku MEN przyznało uczelni, jako pierwszej spośród niepaństwowych szkół wyższych w Polsce, uprawnienia do prowadzenia studiów magisterskich na kierunku zarządzanie i marketing.
- W 1996 roku Minister Edukacji Narodowej udzielił Uczelni zgody na uruchomienie dwóch nowych kierunków studiów: finanse i bankowość oraz stosunki międzynarodowe.
- W 1997 roku, w uznaniu wysokiego poziomu kształcenia, Minister Edukacji Narodowej wyróżnił Uczelnię Medalem Edukacji Narodowej.
- W 2001 roku Minister Edukacji Narodowej rozszerzył uprawnienia uczelni do prowadzenia studiów magisterskich na kierunku prawo.
- W 2002 roku Prezydent Rzeczypospolitej Polskiej odznaczył 13 wykładowców i pracowników WSZiP Krzyżami Komandorskimi, Oficerskimi i Kawalerskimi Orderu Odrodzenia Polski.
- Decyzją Ministra Edukacji Narodowej i Sportu z dnia 23 marca 2004 roku, uczelnia zmieniła nazwę z Wyższa Szkoła Zarządzania i Marketingu na Wyższa Szkoła Zarządzania i Prawa.
- Decyzją numer DNS-1-0145-51/AM/Rej.6/99 Minister Edukacji Narodowej zezwolił na uruchomienie w Płońsku Wydziału Zamiejscowego WSZiP.
- 25 października 2006 roku decyzją Ministra Nauki i Szkolnictwa Wyższego Patronem Wyższej Szkoły Zarządzania i Prawa została Helena Chodkowska.
- W 2007 roku Minister Nauki i Szkolnictwa Wyższego decyzją nr DSW-2-06-4003-255/07 nadał Uczelni uprawnienia do prowadzenia studiów pierwszego stopnia na kierunku administracja.
- W 2009 roku uczelnia otrzymała uprawnienia do prowadzenia jednolitych studiów magisterskich na kierunku psychologia.
- 2010 roku uczelnia otworzyła Wydział Zamiejscowy we Wrocławiu, gdzie na Wydziale Prawa prowadzono kierunki prawo, psychologia sądowa dla prawników oraz administracja pierwszego stopnia.
- We wrześniu 2010 roku Uczelnia otrzymała zgodę MNiSW na prowadzenie studiów II stopnia na kierunku finanse i rachunkowość.
- W grudniu 2011 roku Uczelnia dostała zgodę na prowadzenie studiów drugiego stopnia na kierunku bezpieczeństwo wewnętrzne. Tym samym na wszystkich kierunkach uczelnia posiada uprawnienia magisterskie.
- W 2014 roku Szkoła zmieniła nazwę na Uczelnia Techniczno-Handlowa im. Heleny Chodkowskiej w Warszawie
- We wrześniu 2014 roku zamiejscowy Wydział Prawa i Administracji we Wrocławiu uzyskał status samodzielnej uczelni funkcjonującej pod nazwą Wyższa Szkoła Prawa im. Heleny Chodkowskiej we Wrocławiu.

## Kierunki
Obecnie uczelnia daje możliwość podjęcia nauki na kierunkach I i II stopnia prowadzonych w Warszawie i wydziale zamiejscowym w Płońsku (tylko Zarządzanie, lic.):
- Wydział Zarządzania i Logistyki[11]
  - bezpieczeństwo wewnętrzne (lic., mgr)
  - finanse i rachunkowość (lic., mgr)
  - zarządzanie (lic., mgr)
- Wydział Inżynieryjny[12]
  - architektura wnętrz (lic.)
  - budownictwo (inż.)
  - informatyka (inż.)
  - transport (inż., mgr).

W ofercie studiów szkoła proponuje również kształcenie podyplomowe na kierunkach:
- Agent celny
- Zarządzanie BHP
- Menedżer Jakości
- Rachunkowość i podatki
- Kadry i płace
- Systemy EDR w rzeczoznawstwie samochodowym
- Zarządzanie bezpieczeństwem i analiza ryzyka w transporcie kolejowym
- Chief Information Security Officer 4.0: AI i strategiczne zarządzanie bezpieczeństwem
- Spółdzielczość mieszkaniowa w ujęciu prawnym, finansowym i organizacyjnym
- Marketing internetowy: AI, nocode i automatyzacja
- Menedżer Handlu i Inwestycji na rynkach azjatyckich
- Kryminalistyka cyfrowa i bezpieczeństwo w cyberprzestrzeni
- Interdyscyplinarne studia podyplomowe z kryminalistyki, profilowania i psychologii śledczej

Studenci uczelni angażują się w działalność kół naukowych, m.in. takich jak TSL TEAM, Gomorra czy UTH Racing Team, współorganizują konferencje i warsztaty oraz liczne akcje charytatywne (m.in. dla osób niepełnosprawnych). Samorząd studentów uczelni pośredniczy w kontaktach pomiędzy studentami oraz reprezentuje interesy społeczności studenckiej wobec władz uczelni. Przedstawiciele samorządu są jednocześnie członkami międzyuczelnianych organizacji i stowarzyszeń, w tym Parlamentu Studentów Rzeczypospolitej Polskiej.

## Działalność naukowa
W organizowanych przez uczelnię konferencjach o zasięgu ogólnokrajowym i międzynarodowym oraz seminariach naukowych prelegentami są zarówno pracownicy naukowi szkoły, jak też zapraszani z zewnątrz profesorowie i praktycy związani z różnymi dziedzinami gospodarki. Znaczącą częścią działalności naukowo-badawczej uczelni są publikacje pracowników naukowych uczelni. Ważną funkcję spełnia tu uczelniane wydawnictwo, które zajmuje się opracowywaniem publikacją materiałów, książek, zeszytów naukowych. Pracownicy uczelni uczestniczą również w wielu konferencjach naukowych krajowych i zagranicznych, są zapraszani jako prelegenci lub eksperci, biorą udział w posiedzeniach Rady Strategii Społeczno-Gospodarczej przy Premierze RP, w radach programowych, w zespołach i kapitułach przyznających wyróżnienia, nagrody, certyfikaty. Debaty i panele dyskusyjne dotyczą ważnych i aktualnych wydarzeń, które dotyczą istotnych spraw takich jak prawo, ekonomia, bezpieczeństwo wewnętrzne czy prawa człowieka.

## Wyróżnienia i rankingi
- Uczelnia posiada certyfikat „Uczelnia Liderów 2012”
- II miejsce w Rankingu Uczelni Ekonomicznych Gazety Bankowej
- II miejsce w Rankingu Uczelni z Kierunkiem Zarządzanie Gazety Warszawskiej
- III miejsce w Rankingu Wydziałów Prawa Dziennik Gazety Prawnej
- Ranking HOME&MARKET najlepszych szkół biznesu: 1 miejsce we Wrocławiu, 5 miejsce w Warszawie, 7 miejsce w Polsce